# Jöns Ljungberg
Jöns Ljungberg, eg. Jöns Andersson Ljungberg, född i december 1736 i Ljungdalen, död 19 september 1818 i Hede i Härjedalen, var en schatullmakare och möbelsnickare och skapare av Härjedalsrokokon. Han var son till bonden Anders Jönsson och Märeta Persdtr i Ljungdalen. Ljungberg gifte sig omkring 22 mars 1772 i Hede med Lisa Grip, dotter till kaptenen Daniel Grip och Christina Klockhoff.
Jöns Ljungberg utbildades i Stockholm där han erhöll gesällbrev 1761, varefter han var verksam som schatullmakare i Härjedalen. Under 1760- och 1770-talen verkade han vid Ljusnedals bruk, där han bland annat gjorde matriser (gjutformar) till järnugnar. Han gjorde samtidigt fanerade möbler till egen försäljning. Han gjorde också flera inredningar till kyrkor i trakten, till exempel Vemdalens kyrka, Storsjö kapell, Ljusnedals kyrka, Tännäs kyrka, Lillhärdals kyrka och Hede kyrka. Från 1782–1810 försörjde han sig huvudsakligen som gränstullvaktmästare i Funäsdalen.
Maj Nodermann, Georg Granberg och Bosse Yman (Heria förlag 2018) har alla skrivit om schatullmakaren Jöns Ljungberg.